# Museo Chiaramonti
Il Museo Chiaramonti fa parte dei Musei Vaticani e prende il nome da papa Pio VII (al secolo Barnaba Chiaramonti), che lo fondò agli inizi del XIX secolo. Esso fu allestito e ordinato da Antonio Canova ed è composto da tre gallerie:
- la galleria Chiaramonti, dove sono esposte numerose sculture, sarcofagi e fregi;
- la nuova ala, detta Braccio Nuovo, costruita da Raffaele Stern, che ospita celebri statue;
- la galleria lapidaria, che contiene più di 3.000 pezzi di iscrizioni, epigrafi e monumenti, che rappresentano la più grande collezione del mondo di questo tipo di manufatti. Tuttavia viene aperta ai visitatori solo su richiesta, generalmente per motivi di studio.

## La Galleria Chiaramonti
È la parte più antica del Museo, fondata nel 1807, ed espone quasi mille sculture antiche di ogni tipo e qualità, statue di divinità e statue-ritratto, are e ornamenti architettonici, urne e sarcofagi. Su incarico del Canova, alcuni pittori dell'Accademia di San Luca decorarono la galleria e nelle lunette raffigurarono l'impulso dato alle Belle Arti da Pio VII.

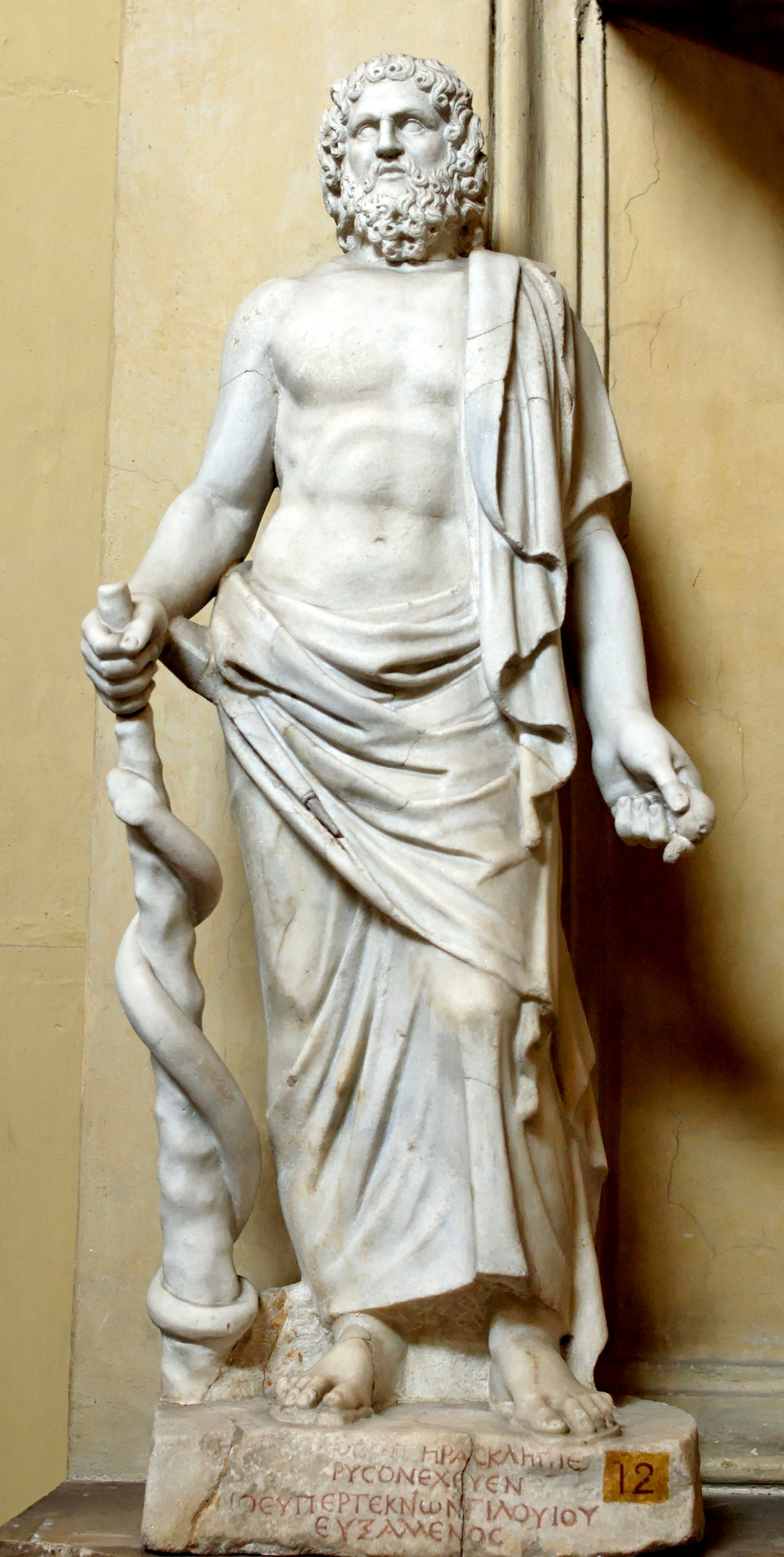
Statua di Esculapio, di età traianea (Galleria Chiaramonti)

## Il Braccio Nuovo

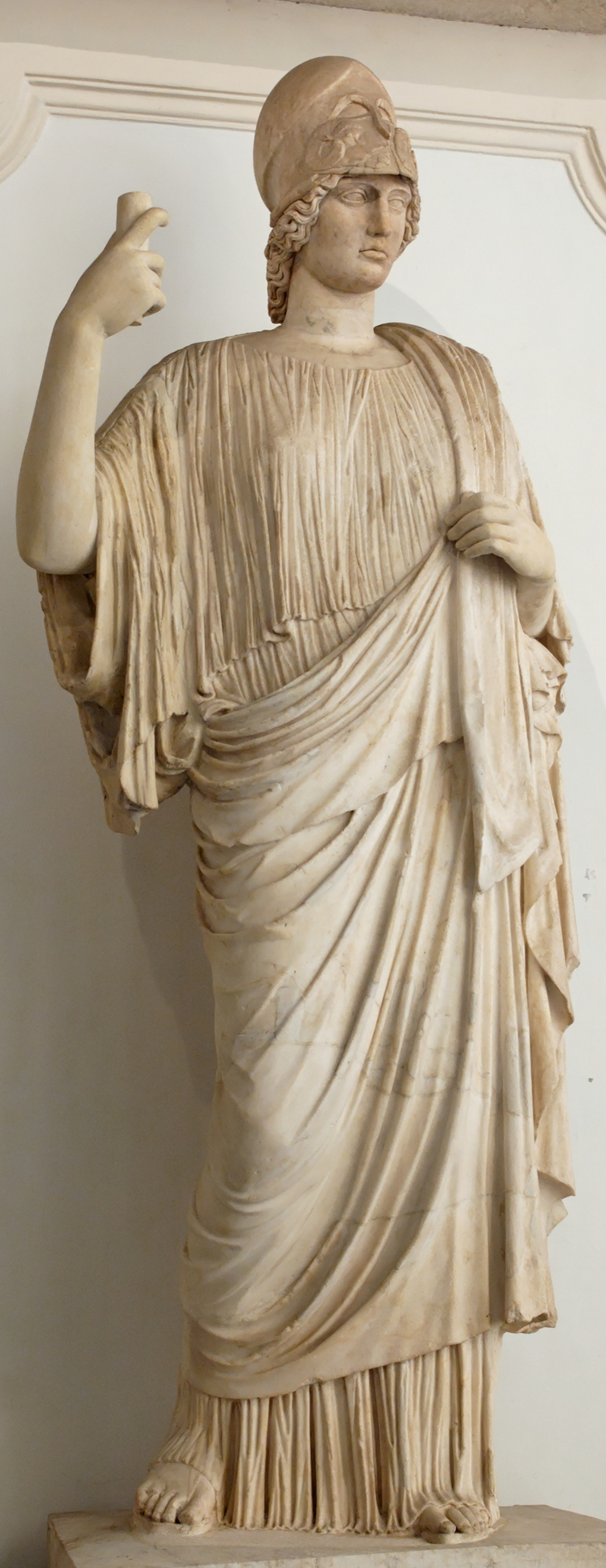
Statua dell’Athena Giustiniani (Braccio Nuovo)

Il Braccio Nuovo, che separa il Cortile della Pigna dal Cortile del Belvedere, è opera di Raffaele Stern, portato a termine da Pasquale Belli, ed inaugurato nel 1822. Nel pavimento sono inseriti alcuni mosaici del II secolo d.C., provenienti da scavi effettuati presso Tor Marancia sulla via Ardeatina.
Questa galleria espone importanti e celebri statue antiche, tra cui:
- statua dell’Augusto di Prima Porta;
- statua dell’Athena Giustiniani (copia romana del II secolo d.C. di un originale greco del IV secolo a.C.);
- statua del Doriforo (portatore di lancia), copia romana da un originale bronzeo greco di Policleto (V secolo a.C.).

## La Galleria lapidaria
La galleria, visitabile solo su richiesta, ospita una collezione di oltre tremila pezzi, che comprendono una grande varietà di epigrafi (pagane e cristiane) e monumenti (lastre, basi, cippi, urne, are, sarcofagi); essa si è formata gradualmente nel corso del Settecento, fu ordinata da Gaetano Marini all'inizio del XIX secolo, che personalmente curò la suddivisione e la posa in opera delle iscrizioni. Questa galleria è una delle più importanti fonti per lo studio del mondo romano e cristiano.
Nella galleria sono conservate due travi lignee recuperate nel 1827 nel fondale del lago di Nemi, ed appartenute alle navi dell'imperatore Caligola; è ciò che resta delle due navi scoperte poi in seguito e distrutte dagli eventi bellici nel 1944.